# Odonthalitus orinoma
Espèce
Odonthalitus orinoma est une espèce de lépidoptères (papillons) de la famille des Tortricidae. On la trouve notamment dans l'état de Guerrero, au Mexique.
La longueur de l'aile antérieure est de 7,5 mm. Les ailes antérieures sont de couleur crème pâle, uniformément brun pâle à la surface. Les ailes postérieures sont gris pâle, voire brunes.